# Viemo
Le viemo (ou vige, vigué, vigye) est une langue gur parlée au sud-ouest du Burkina Faso, dans la province de la Comoé (région des Cascades), le département du Karangasso-Vigué dans la province du Houet (Hauts-Bassins), au sud-est de Bobo-Dioulasso, la province de la Bougouriba dans la région du Sud-Ouest.
Le nombre de locuteurs était estimé à 8 000 en 1995.

## Villes
Villes : Klesso, Dérégouan, Dan et Karangasso-Vigué.